# ميتشيل جونسون (رسام)
ميتشيل جونسون (بالإنجليزية: Mitchell Johnson)‏ هو رسام أمريكي، ولد في 1964 في روك هيل في الولايات المتحدة.